# Újszász
Újszász è una città di 6.642 abitanti situata nella contea di Jász-Nagykun-Szolnok, nell'Ungheria centro-orientale.